# Tizimín (kommun)
Tizimín är en kommun i Mexiko.   Den ligger i delstaten Yucatán, i den östra delen av landet, 1 200 km öster om huvudstaden Mexico City. Antalet invånare är 73 135. Arean är 4 132 kvadratkilometer.
Terrängen i Tizimín är mycket platt.
Följande samhällen finns i Tizimín:
- Tizimín
- Dzonot Aké
- Chan San Antonio
- Santa María
- La Sierra
- San Andrés
- Yohactún de Hidalgo
- Yaxchekú
- Kabichén
- San Isidro Kilómetro Catorce
- Kikil
- Xkalax de Dzibalkú
- San José
- Luis Rosado Vega
- Kalax Yokdzonot
- Xbohom
- Emiliano Zapata